# Caesalpiniaceae
Famille
Classification APG II (2003)
Classification APG III (2009)
La famille des Caesalpiniaceae est une ancienne famille de plantes à fleurs de l'ordre des Fabales. Cette famille existait dans la classification classique de Cronquist (1981).
Elle n'existe plus dans la classification phylogénétique APG II (2003), qui abaisse cette famille au rang de sous-famille : la sous-famille des Caesalpinioideae de la famille des Fabaceae ; les genres de l'ancienne famille sont donc les mêmes que ceux de la nouvelle sous-famille des Caesalpinioideae.
La famille des Ceasalpiniaceae possèdent 2500 à 3000 espèces qui sont distribuées sur 180 espèces végétales possédants des caractères communs. Par exemple la Séné de la Palthe (Senna alexandrina) et l'arbre de Judée (Cercis siliquastrum) ont des caractéristiques en communs.

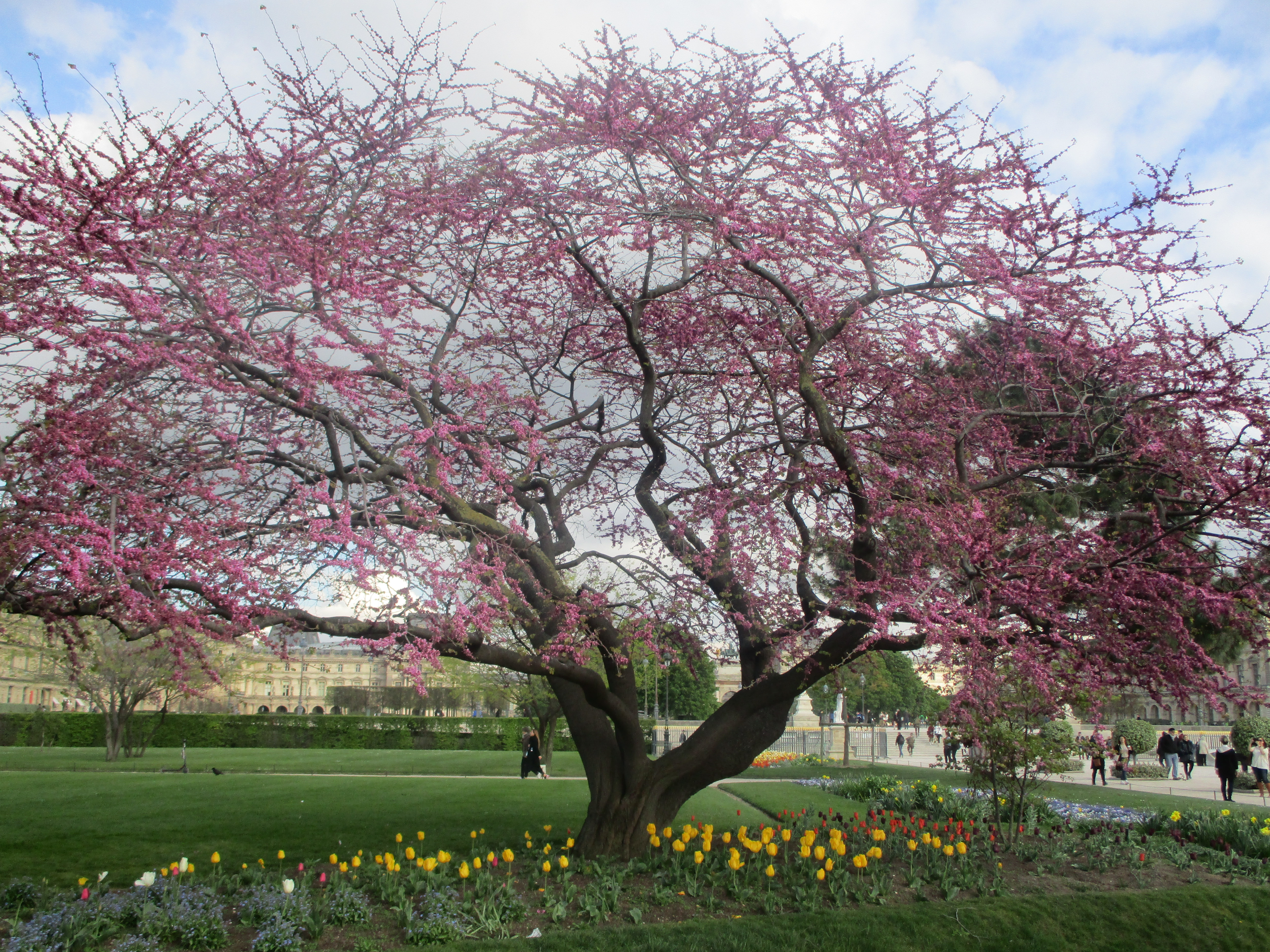
Arbre de Judée

Les espèces de cette ancienne famille (ou nouvelle  sous-famille) sont généralement des arbres ou des arbustes de tropiques ou soustropiques. Cette famille est répandue au sein des régions tropicales et subtropicales, au Nord de l'Australie par exemple, mais aussi sur une partie du Sud de l'Afrique.